# Neuquenia
Neuquenia is een geslacht van spinnen uit de  familie van de Amaurobiidae (nachtkaardespinnen).

## Soorten
- Neuquenia pallida Mello-Leitão, 1940
- Neuquenia paupercula (Simon, 1905)